# Federación Colombiana de Rugby
La Federación Colombiana de Rugby (FCR) es el ente regulador del rugby en Colombia. Se constituyó jurídicamente el 4 de septiembre de 2010 en Bucaramanga (Santander). Organiza a la selección de rugby de Colombia (apodada Tucanes) que disputa anualmente el Sudamericano de Rugby A, también la selección juvenil y las de seven masculina y femenina, esta última con buena actuación en los Sudamericanos de la modalidad. En su rama femenina, Tucanes ha logrado clasificar a los Juegos Olímpicos Río 2016 y a la World Rugby Cup de 7s en 2021.

## Actualidad
La federación está conformada por quince ligas:
- Liga Antioqueña de Rugby (LAR)
- Liga de Rugby del Atlántico (LRA)
- Liga de Rugby de Bogotá (LRB)
- Liga de Rugby de Bolívar (LRB)
- Liga de Rugby del Cesar (LRC)
- Liga de Rugby de La Guajira
- Liga Nortesantandereana de Rugby (LNSR)
- Liga Santandereana de Rugby (LSR)
- Liga Risaraldense de Rugby (LRR)
- Liga Vallecaucana de Rugby (LVR)
- Liga de Rugby del Meta (LRM)
- Liga Caucana de Rugby (LCR)
- Liga de Rugby del Magdalena
- Liga de Rugby del Tolima
- Liga de Rugby de Córdoba

Actualmente bajo la presidencia de Rafael Lozano Altahona, se trabaja sobre los pilares de transparencia, descentralización y potenciación del rugby femenino. En la anterior presidencia, se comenzó a estructurar las bases de la competencia enfocada al alto rendimiento. En el 2012 la Federación se incorpora provisionalmente al Comité Olímpico Colombiano

## Comité ejecutivo[4]
Período: Septiembre de 2014 / septiembre de 2018
- Rafael Lozano Altahona, Presidente
- David Alvarado, Vicepresidente
- Loriam Argumedo, Tesorera
- Omar Montero, Secretario
- Camilo Andrés Navarro Forero Vocal ( Club Carneros Andes Rugby Football Club- Liga de Rugby de Bogotá )